# RSH-Gold

Logo von RSH bis Oktober 2008

Der RSH-Gold war ein von Radio Schleswig-Holstein verliehener Musikpreis für Popmusik. Er wurde jährlich zwischen 1988 und 2000 verliehen.
Der Preis ging dabei an die erfolgreichsten deutschsprachigen oder deutschproduzierenden Künstler des zurückliegenden Kalenderjahres. Voraussetzung zur Aufnahme in die Vergabeliste war ein erfolgreicher Nachweis von Chartplatzierungen. Auch mussten Produzenten oder Musiker Neuheiten bewerkstelligt oder mit ihrem Beitrag etwas Besonderes bewirkt haben. Als Grundlage für die Jury, die sich aus Musikexperten, Journalisten, Händlern und dem Stifter zusammensetzte, diente die Nordparade, eine Hitparade des Senders RSH.

## Vergabe
Die Preisverleihung fand stets öffentlich im Rahmen einer großen Veranstaltung in Schleswig-Holstein statt. Insgesamt wurden in verschiedenen Sparten bis zu 14 Goldpreisträger gekürt. Außer der Medienaufmerksamkeit bestand der Preis aus PR-Gagen, Werkveröffentlichung und -präsentation, einer Urkunde und einem 12 kg schweren Emblem.
Die Verleihung wurde auch auf RTL, ZDF und RTL 2 in den 1990er Jahren ausgestrahlt.

## RSH-Gold Preisträger

### 1988
- Veranstaltung: 26. März 1988 (Hamburg-Alsterdorf, Sporthalle Hamburg)
- Moderation: Christian Schröder
- Übertragung: Sat.1
- Preisträger:

Al Bano & Romina Power
Blue System
C. C. Catch
Camouflage
Guillermo Marchena
Harold Faltermeyer
Jennifer Rush
Lake
Mixed Emotions
Münchener Freiheit

### 1989
- Veranstaltung: 1. April 1989 (Kiel, Ostseehalle)
- Moderation: Christian Schröder
- Übertragung: Tele 5
- Preisträger:

Blue System
Edelweiss
Engelbert
Hannes Kröger
Klaus & Klaus
Milli Vanilli
Rainhard Fendrich
Sandra
The Rattles (Comeback des Jahres)
Tony Carey

### 1990
- Veranstaltung: 31. März 1990 (Kiel, Ostseehalle)
- Moderation: Christian Schröder
- Übertragung: RTL Plus
- Preisträger:

Boney M.
Culture Beat (Newcomer National)
Frank Farian
Heino (Covern)
Jeremy Days (Newcomer Regional)
Juliane Werding (Künstlerin National)
Jürgen Drews (Comeback des Jahres)
Mandy Winter (Deutschproduktion Weiblich)
Mysterious Art (Newcomer International)
Nicki
Rainhard Fendrich
Robin Beck
Sydney Youngblood (Deutschproduktion Männlich)
Udo Lindenberg (Künstler National)

### 1991
- Veranstaltung: 28. Februar 1991 (Kiel, Ostseehalle)
- Moderation: Christina Mänz und Volker Haidt
- Übertragung: RTL Nord
- Preisträger:

Edo Zanki (Newcomer National)
Jimmy Somerville (Kraftrille des Jahres)
Matthias Reim (Künstler National)
Nena (Künstlerin National)
Norbert und die Feiglinge (Newcomer Regional)
P. M. Sampson (Newcomer International)
Sandra (Deutschproduktion Weiblich)
Stefan Waggershausen und Viktor Lazlo (Duo National)
The Real Milli Vanilli (Deutschproduktion Männlich)
Thomas Freitag (Parodie des Jahres)
Tony Christie (Comeback des Jahres)
Torfrock (Soundtrack, Werner – Beinhart!)
Wildecker Herzbuben (Ohrwurm des Jahres, Herzilein)

### 1992
- Veranstaltung: 15. Februar 1992 (Kiel, Ostseehalle)
- Moderation: Barbara Eligmann und Volker Haidt
- Übertragung: RTL Nord
- Preisträger:

Achim Reichel (Künstler National)
Bonnie Tyler (Deutschproduktion Weiblich)
Bonnie Tyler (Ohrwurm des Jahres, Bitterblue)
David Hasselhoff (Deutschproduktion Männlich)
Die Prinzen (Newcomer National)
Diether Krebs und Gundula (Comedypreis)
Erste Allgemeine Verunsicherung (Bühnenshow des Jahres)
Karl Keaton (Newcomer International)
Kate Yanai (Werbesong des Jahres, Bacardi Feeling (Summer Dreamin’))
Michael Cretu (Produzent)
Orchestral Manoeuvres in the Dark (Kraftrille des Jahres)
Pe Werner (Künstlerin National)
Sailor (Comeback des Jahres)
Valerie’s Garten (Gruppe Regional)

### 1993
- Veranstaltung: 13. Februar 1993 (Kiel, Ostseehalle)
- Moderation: Jörg Pilawa und Petra Vieten
- Übertragung: Sat.1
- Preisträger:

Chyp-Notic (Deutschproduktion Gruppe)
Cliff Richard (Klassiker)
Connie Francis (Comeback des Jahres, Jive Connie)
Die Fantastischen Vier (Newcomer, Die da?!)
Dr. Alban (Ohrwurm des Jahres, It’s My Life)
Erasure (Idee des Jahres, ABBA Esque)
Hape Kerkeling (Comedypreis, Hurz!!!)
Maggie Reilly (Deutschproduktion Künstler, Everytime We Touch)
The Mamas and the Papas (Werbesong, Dream a Little Dream of Me)
Nena (Comeback des Jahres)
Nena (Künstlerin National)
Peter Maffay (Künstler National)
Shakespear’s Sister (Duo, Stay)
Tasmin Archer (Kraftrille des Jahres, Sleeping Satellite)
Uwe Ochsenknecht (Künstler National)

### 1994
- Veranstaltung: 19. Februar 1994 (Kiel, Ostseehalle)
- Moderation: Jörg Pilawa und Martina Menningen
- Übertragung: RTL 2
- Preisträger:

Chris Rea (Kraftrille des Jahres)
Culture Beat (Dance Act des Jahres)
Die Prinzen (Video des Jahres)
Haddaway (Deutschproduktion des Jahres)
Illegal 2001 (Gruppe Regional)
Marianne Rosenberg (Comeback des Jahres National)
Orchestral Manoeuvres in the Dark (Ohrwurm des Jahres)
Otto Waalkes (Comedypreis)
Paul Young (Klassiker des Jahres)
Pe Werner (Künstlerin National)
Pur (Gruppe National)
Slade (Werbesong des Jahres)
Three Degrees (Comeback des Jahres)

### 1995
- Veranstaltung: 28. Januar 1995 (Kiel, Ostseehalle)
- Moderation: Carsten Köthe und Sonya Zietlow
- Übertragung: RTL 2
- Preisträger:

America (Kultband des Jahres)
Cologne Ruanda Project
David A. Stewart (Comeback des Jahres)
DJ BoBo (Dance Act des Jahres)
Helge Schneider (Comedypreis)
Jule Neigel (Künstlerin National)
Lucilectric (Newcomer)
Michael Learns to Rock (Regionale Band des Jahres)
Pur (Gruppe National)
Robert Palmer (Klassiker des Jahres)
Sophie B. Hawkins (Kraftrille des Jahres)
The Kelly Family (Deutschsprachige Band des Jahres)
The Troggs (Werbesong des Jahres, Wild Thing)

### 1996
- Veranstaltung: 3. Februar 1996 (Kiel, Ostseehalle)
- Moderation: Carsten Köthe und Sonja Zietlow
- Übertragung: RTL 2
- Preisträger:

Caught in the Act (Newcomer)
Die Doofen (Comedygruppe des Jahres)
Edwyn Collins (Airplay Hit des Jahres, A Girl Like You)
Fettes Brot (Regionale Band des Jahres)
Fun Factory (Deutschproduzierte Regionale Band des Jahres)
Gompie (Party Hit des Jahres, Alice Who the Fuck Is Alice)
Kim Wilde (Klassikerin des Jahres)
La Bouche (Erfolgreichste deutschproduzierte Gruppe des Jahres)
Montserrat Caballé (Klassik LP des Jahres, Barcelona)
Pur (Gruppe des Jahres)
Rednex (Dance Act des Jahres)
Shaggy (Werbesong des Jahres, Boombastic)
Sparks (Comeback des Jahres)

### 1997
- Veranstaltung: 1. Februar 1997 (Kiel, Ostseehalle)
- Moderation: Carol Campbell und Carsten Köthe
- Übertragung: RTL 2
- Preisträger:

Badesalz (Comedy des Jahres)
Bed & Breakfast (Regionale Band des Jahres)
Blümchen (Erfolgreichste deutschsprachige Interpretin)
Bürger Lars Dietrich (Erfolgreichster deutschsprachiger Interpret)
Captain Jack (Duo des Jahres)
Construction
DJ BoBo (Bühnenshow des Jahres)
Donna Lewis (Airplay Hit des Jahres, I Love You Always Forever)
Faithless
Ghetto People feat. L-Viz
Masterboy (Dance Act des Jahres)
Mr. President (Ohrwurm des Jahres, Coco Jamboo)
No Mercy
*NSYNC
Peter Maffay (Tour des Jahres)
Sqeezer
Status Quo (Kultband des Jahres)
Stefan Raab (Erfolgreichster TV-Song des Jahres, Hier kommt die Maus)
Tic Tac Toe (Erfolgreichste deutschsprachige Gruppe)
Zucchero (Kraftrille des Jahres)

### 1998
- Veranstaltung: 7. Februar 1998 (Kiel, Ostseehalle)
- Moderation: Carsten Köthe (R.SH) und Mike Diehl (ZDF)
- Übertragung: ZDF
- Preisträger:

Backstreet Boys
Bandits
Boyzone
Chilli feat. Carapicho
Funky Diamonds
Frank Farian
Genesis
La Bouche
Lutricia McNeal
Nana
No Mercy
*NSYNC
Udo Jürgens
X-Perience
Wes

### 1999
- Veranstaltung: 6. Februar 1999 (Kiel, Ostseehalle)
- Moderation: Frank Bremser und Mike Diehl
- Übertragung: ZDF
- Preisträger:

Ace of Base
Culture Beat
Guildo Horn
Jennifer Paige
Lighthouse Family
Loona (Sommerhit des Jahres, Bailando)
Modern Talking
Nek
Peter Maffay & Lokua Kanza
Pur
Sash! feat. Tina Cousins
Sasha
Scorpions

### 2000
- Veranstaltung: 5. Februar 2000 (Kiel, Ostseehalle)
- Moderation: Kai Böcking
- Übertragung: ZDF
- Preisträger:

Andru Donalds (Airplay Hit of the Year)
Ann Lee (Newcomer of the Year)
Die 3. Generation (Hip-Hop Act of the Year)
Echt (Act of the Year male)
Eiffel 65 (Dance Act of the Year)
Heinz Rudolf Kunze (Erfolgreichster Künstler National)
Howard Jones
Laura (Act of the Year female)
Loona
Pet Shop Boys
Phats & Small
Stefan Raab, Truck Stop & Ö La Palöma Boys (Comedy Act of the Year)
Vengaboys